# 혼마 유카리
혼마 유카리(本間 ゆかり, 7월 22일 ~ )는 일본의 여성 성우이다. 프로덕션 바오밥 소속. 도쿄도 출신.

## 출연작품

### TV 애니메이션
1992년
- 크레용 신짱 (모기 걸, 여자아이)

1994년
- 돈데부링 (남자아이)

1995년
- 앨리스 탐정국 (미케코)

2001년
- 탑블레이드 (폭전 슛 베이 블레이드) (에밀리)

2003년
- 팽이대전 G블레이드 (폭전 슛 베이블레이드 G레볼루션) (에밀리)

2004년
- 블랙잭 (여성 손님B)
- 달은 동쪽으로 해는 서쪽으로~Operation Sanctuary~ (우사미 레이)

2006년
- 해피니스! (타카미네 유즈하)

### 게임
2000년
- 프리즘 하트 PC판 (카미나) : 밀키 유카리(ミルキーゆかり) 명의
- 얼굴없는 달 (아즈마 이오) : 후쿠시 마리오 명의

2001년
- 프리즘 하트 DC판 (카미나)

2002년
- 바이너리 포트 (요시노 카스미) : 코토리다 레이코(小鳥田麗子) 명의

2003년
- 하색소정 (나카타 스즈메) : しおみれい 명의
- 마법전사 프린세스 티아 (티아나(프린세스 티아)) : 토카 레이코 (島香麗子) 명의
- 3LDK (세노오 치호기) : 青葉楓/토카 레이코 (島香麗子) 명의
- 달은 동쪽으로 해는 서쪽으로~Operation Sanctuary~ PC판 (우사미 레이) : 코토리다 레이코(小鳥田麗子) 명의

2004년
- 정말 좋아하는 선생님에게 H를 부탁하는 어른스럽고도 어린 나의/나의 푹신푹신 (카나미) : 토카 레이코 (島香麗子) 명의
- 마법전사 스위트 나이츠2 ~멧서 반란~ (티아나(프린세스 티아)) : 토카 레이코 (島香麗子) 명의
- 달은 동쪽으로 해는 서쪽으로 ~Operation Sanctuary~ DC·PS2판 (우사미 레이)
- 전투 처녀 발키리「당신에게 모든 것을 바칩니다……」(발키리) : 토카 레이코 (島香れいこ) 명의
- Peace@Pieces (타카나시 호마레, 피요) : 후카(風華) 명의

2005년
- 유노하나 (우나즈키 유미) : 福島梨亜 명의
- 마법전사 스위트 나이츠 Complete Disc (티아나(프린세스 티아)) : 토카 레이코 (島香麗子) 명의

2006년
- 너와 사랑해서 연결되어 (키리시마 소라) : 후카(風華) 명의
- 츠마시보리 (타케우치 히메카) : 후카(風華) 명의
- なつぽち (키사라) : 후카(風華) 명의
- 아득히 우러러본, 아름다운 (하시바 유나) : 후카(風華) 명의

2007년
- 언젠가, 닿을, 저 하늘에. (오우스키 코노메) : 후카(風華) 명의
- 공주기사 안젤리카 ~당신은, 정말로 최저의 쓰레기야!~ (크리스티나 로트실트) : 후카(風華) 명의
- 정혼자 (요시에 사쿠라, 마틸다)
- 도화월탄 (아즈마 이오) : 후카(風華) 명의
- IZUMO3 (아즈마 야요이)
- 아가씨들을 멋대로 하는 게임 (와시즈카 리에코) : 후카(風華) 명의
- Aster (히메하기 하루나, 키리시마 소라, 쿠리하라 유카) : 후카(風華) 명의

2008년
- 노스트라다무스에게 물어봐♪ (우메미야 치루) : 후카(風華) 명의
- 전투 처녀 발키리2「주여, 추잡한 저를 용서해 주세요……」 (레이아) : 토카 레이코 (島香麗子) 명의
- 매일매일 짐승!! 러브에로☆복숭아빛☆스쿠~울 라이프♪ (사가라 유키에) : 후카(風華) 명의
- 학원최면례노 ~조금 전까지, 정말 싫었을 것인데∼ (미요시 카오루코) : 후카(風華) 명의